# Радиоэлектронный центр в Лурдесе

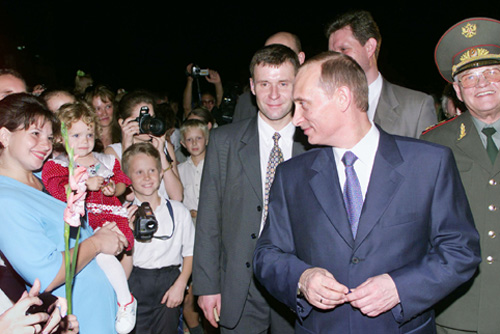
В. В. Путин с охраной, в сопровождении Министра обороны И. Д. Сергеева посещает посёлок расквартировки семей служащих РЦ МО РФ «Лурдес», 15 декабря 2000

Радиоэлектронный центр в Лу́рдесе — главный советский, а затем и важнейший российский зарубежный центр радиоэлектронной разведки. Был расположен в южном пригороде Лурдес кубинской столицы Гаваны. Строительство началось в 1962 году, сдан в эксплуатацию в 1967 году, использовался по назначению до 2002 года.

## История и значение
Центр играл ключевую роль в получении разведывательной информации во время холодной войны. Оборудование неоднократно модернизировалось. Возможности центра позволяли перехватывать данные с американских спутников связи, наземных телекоммуникационных кабелей, а также сообщения из американского центра управления полётами НАСА в близлежащем американском штате Флорида.

С этого ключевого поста прослушивания Советы следят за коммерческими американскими спутниками, связью военных и торговых судов, а также космическими программами НАСА на мысе Канаверал. С Лурдеса Советы могут прослушивать и телефонные переговоры в Соединенных Штатах.— Из совместного доклада госдепартамента и министерства обороны США, 1985 год

### Постсоветский период
В постсоветское время центр использовался и для промышленного шпионажа.

ФАПСИ сейчас чрезвычайно плотно использует Лурдес в интересах российской экономики.— Патрик Хьюз, директор американской военной разведки DIA, 1996 год
Аренда базы обходилась России в сумму от 90 млн (1992) до 200 млн (1996—2000) долларов США ежегодно. Оплата производилась поставками продовольствия, древесины, нефтепродуктов и военной техники. Кроме того, Кубе был предоставлен доступ к получаемой центром информации, имеющей отношение к её безопасности. Содержание военнослужащих, численность которых доходила до полутора тысяч человек, обходилось ещё в 100 млн долларов США ежегодно.
В контексте политической ситуации 1990-х годов необходимость поддержки российских военных баз за границей была поставлена под сомнение. Из-за экономических трудностей после кризиса 1998 года и слабых темпов экономического роста в 2000—2001 годах, а также идя навстречу требованиям правительства США, 17 октября 2001 года президент Владимир Путин объявил на совещании в Минобороны о ликвидации военных баз в Лурдесе и Камрани.
Вывод базы был осуществлён в августе 2002 года.

### Значение для Кубы

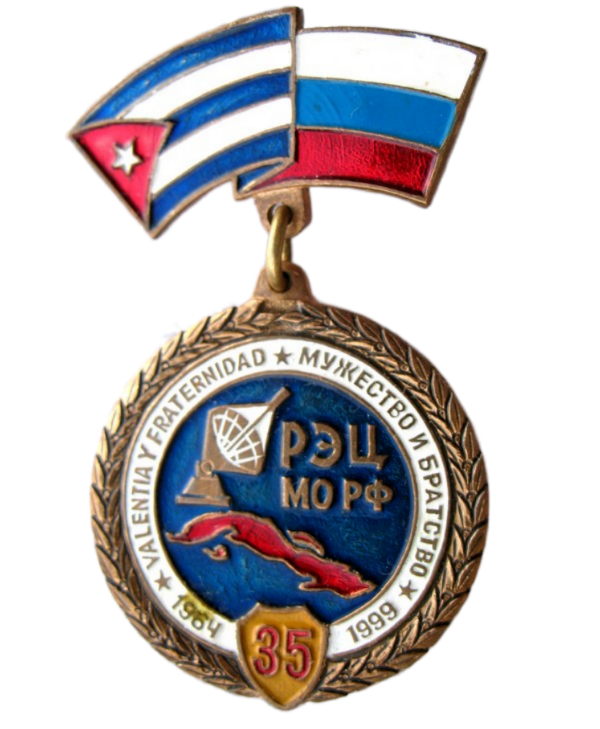
Знак в память 35-летия Радиоэлектронного центра в Лурдесе 1964-1999.

Некоторые политические эксперты полагали, что без российской поддержки режим Фиделя Кастро быстро прекратит своё существование. Однако кубинское руководство нашло союзника в лице президента Венесуэлы Уго Чавеса, заключившего с Кубой договор о широкомасштабном социально-экономическом сотрудничестве. Кроме того, ещё в мае 1999 года было подписано соглашение о создании на острове китайского центра радиоперехвата.
Здания центра в Лурдесе были реконструированы и в настоящее время используются кубинским Университетом информационных технологий.

### Современное состояние
С 2004 года, в связи с постепенным ухудшением российско-американских отношений, руководство России рассматривало возможность восстановления российской базы в Лурдесе. В начале 2014 года переговоры с Кубой по этому поводу активизировались.
В июле 2014 года, по сообщениям ряда СМИ, во время визита президента России В. Путина на Кубу была достигнута принципиальная договорённость о возобновлении деятельности центра. Однако сам В. Путин опроверг информацию о подобной договорённости, подчеркнув: «Мы способны решить стоящие в области обороноспособности задачи без этого компонента».